# Wacław Koniuszko

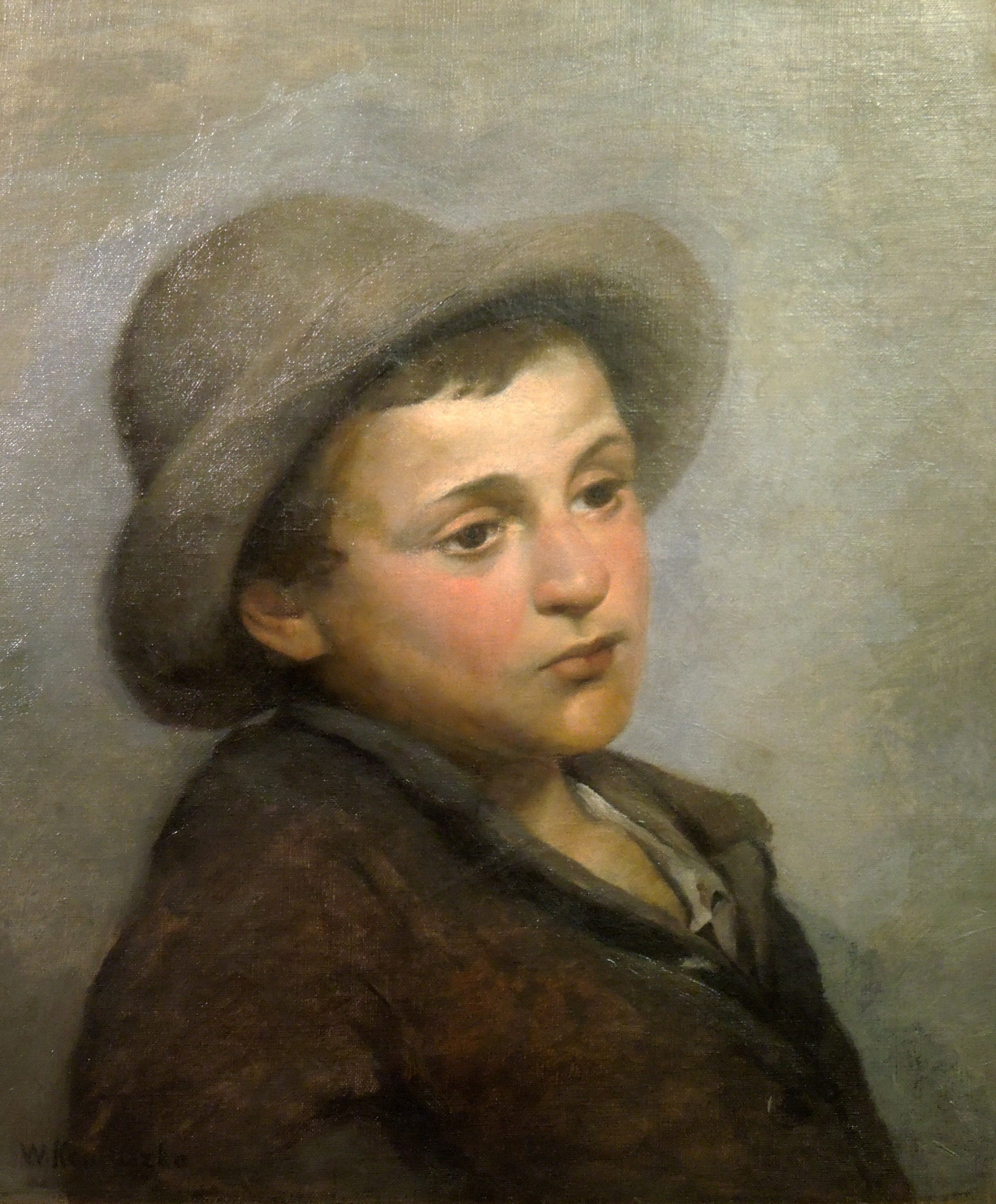
Porträt eines Jungen

Wacław Koniuszko (* 1854 in Krakau; † 24. August 1900 ebenda) war ein polnischer Porträt- und Genremaler.
Er war der Sohn des Schneiders Józef und Małgorzata geb. Migrelska. Im Jahr 1866, im Alter von zwölf Jahren, wurde er Schüler an der Krakauer Kunsthochschule,
wo er bis 1875 bei Feliks Szynalewski, Władysław Łuszczkiewicz und Jan Matejko studierte.
Ab 1875 nahm er an Krakauer Gemäldeausstellungen teil. Die Sujets seiner Bilder waren vor allem Genreszenen aus dem Leben der Handwerker, der Armen und der Krakauer Bürger, insbesondere der Juden aus dem Krakauer Kazimierz. In zahlreichen Gemälden hat er die Nachtansichten von Krakau dargestellt. Seine Werke stellte er auch in Warschau, Posen, Wien und Lemberg aus.
Koniuszko setzte das Studium ab dem 4. Februar 1882 an der Königlichen Akademie der Künste München bei Sándor Wagner fort.
Nach der Rückkehr aus München nach Krakau 1885 erkrankte er geistig und wurde teilweise gelähmt, sodass er fast vollständig aufhörte zu malen. Nach 1895 versuchte er wieder Malerei bei seinem Freund (damals Professor an der Akademie der Bildenden Künste in Krakau), Leon Wyczółkowski, zu studieren, leider erfolglos.
Er starb in Armut im Krakauer Ludwik-und-Anna-Helcl-Armenhaus und wurde auf dem Rakowicki-Friedhof in Krakau beigesetzt.